# Jõuga
Jõuga – wieś w Estonii, w prowincji Ida Viru, w gminie Iisaku.